# Сандра Ромейн
Сандра Ромейн (рум. Sandra Romain, справжнє ім'я — Марія Попеску (рум. Maria Popescu); нар 26 березня 1978 року, Тімішоара, Румунія) — румунська порноакторка.

## Біографія
Марія Попеску одружена. Її молодша сестра Еліс Ромейн — також порноакторка.
Дружить з порноакторкою Мелісою Лорен.
Потрапила в порноіндустрію в 2001 році: спочатку знімалася в Румунії, потім у Німеччині, а в 2005 році стала брати участь у зйомках в США. 13 січня 2007 року Ромейн виграла чотири нагороди на 24-му AVN Awards, який проходив у Лас-Вегасі.
Станом на 2019 рік Сандра Ромейн знялася в 912 порнофільмах. Отримала широку популярність завдяки своєму агресивному і владному підходу до партнерів. Також відома особливо жорсткими сценами подвійного анального проникнення.

## Премії і номінації
Список нагород і номінацій Сандри Ромейн:
- AVN Awards2006
  - Best Sex Scene In a Foreign Shot Production — Euro Domination[8]
  - номінація в категорії Best Group Sex Scene, Video — Service Animals 21 (разом з Каріною Кей)[9]
- AVN Awards 2007
  - Best Anal Sex Scene — Film — Manhunters (Wicked Pictures)[10]
  - Best Group Sex Scene — Video — Fashionistas Safado: The Challenge (Evil Angel Productions)
  - Best Sex Scene in a Foreign-Shot Production — Outnumbered 4 (Evil Angel Productions)
  - Best Three-Way Sex Scene — Fuck Slaves (Evil Angel Productions)